# Jussi Jokinen
Jussi Jokinen, född 1 april 1983 i Kalajoki, Finland, är en finländsk professionell ishockeyspelare som är kontraktslös.   
Under sin NHL-karriär har han tidigare spelat för Vancouver Canucks, Columbus Blue Jackets, Los Angeles Kings, Edmonton Oilers, Florida Panthers, Pittsburgh Penguins, Carolina Hurricanes, Tampa Bay Lightning och Dallas Stars.  

## Klubbkarriär
2005–06, första säsongen i NHL för straffar för att avgöra oavgjorda matcher, gjorde Jussi Jokinen 10 straffmål för Dallas Stars, vilket var flest i ligan. Jokinen hade fram till och med säsongen 2011–12 gjort totalt 26 straffmål för Dallas Stars, Tampa Bay Lightning och Carolina Hurricanes.

### 2017-18

#### Edmonton Oilers
7 juli 2017 skrev han på ett ettårskontrakt värt 1,1 miljoner dollar med Edmonton Oilers.

#### Los Angeles Kings
15 november samma år blev han tradad till Los Angeles Kings i utbyte mot Mike Cammalleri.

#### Columbus Blue Jackets
16 januari 2018 placerade Kings honom på waivers, och Columbus Blue Jackets plockade honom dagen efter.

#### Vancouver Canucks
På tradefönstrets sista dag 2018, den 26 februari, skickades Jokinen tillsammans med Tyler Motte till Vancouver Canucks, i utbyte mot Thomas Vanek. När Jokinen byttes till Canucks blev han den fjärde spelaren i NHL-historien, efter Dennis O'Brien, Dave McLlwain och Mark Arcobello, som spelat för fyra olika klubbar under samma säsong.

### 2018–19

#### Detroit Red Wings
Den 10 september 2018 skrev han på ett PTO-kontrakt (Professional Try Out) med Detroit Red Wings men blev inte erbjuden kontrakt efter träningslägret.

## Statistik

### Klubbkarriär
| 2001–02         | Kärpät                | SM-liiga        | 54  | 10  | 6   | 16  | 38  | 4  | 1  | 0  | 1  | 0  |
| 2002–03         | Kärpät                | SM-liiga        | 51  | 14  | 23  | 37  | 10  | 15 | 2  | 1  | 3  | 33 |
| 2003–04         | Kärpät                | SM-liiga        | 55  | 15  | 23  | 38  | 20  | 15 | 3  | 4  | 7  | 6  |
| 2004–05         | Kärpät                | SM-liiga        | 56  | 23  | 24  | 47  | 24  | 12 | 3  | 4  | 7  | 2  |
| 2005–06         | Dallas Stars          | NHL             | 81  | 17  | 38  | 55  | 30  | 5  | 2  | 1  | 3  | 0  |
| 2006–07         | Dallas Stars          | NHL             | 82  | 14  | 34  | 48  | 18  | 4  | 0  | 1  | 1  | 0  |
| 2007–08         | Dallas Stars          | NHL             | 52  | 14  | 14  | 28  | 14  | —  | —  | —  | —  | —  |
|                 | Tampa Bay Lightning   | NHL             | 20  | 2   | 12  | 14  | 4   | —  | —  | —  | —  | —  |
| 2008–09         | Tampa Bay Lightning   | NHL             | 46  | 6   | 10  | 16  | 16  | —  | —  | —  | —  | —  |
|                 | Carolina Hurricanes   | NHL             | 25  | 1   | 10  | 11  | 12  | 18 | 7  | 4  | 11 | 2  |
| 2009–10         | Carolina Hurricanes   | NHL             | 81  | 30  | 35  | 65  | 36  | —  | —  | —  | —  | —  |
| 2010–11         | Carolina Hurricanes   | NHL             | 70  | 19  | 33  | 52  | 24  | —  | —  | —  | —  | —  |
| 2011–12         | Carolina Hurricanes   | NHL             | 79  | 12  | 34  | 46  | 54  | —  | —  | —  | —  | —  |
| 2012–13         | Kärpät                | SM-liiga        | 21  | 7   | 14  | 21  | 10  | —  | —  | —  | —  | —  |
|                 | Carolina Hurricanes   | NHL             | 33  | 6   | 5   | 11  | 18  | —  | —  | —  | —  | —  |
|                 | Pittsburgh Penguins   | NHL             | 10  | 7   | 4   | 11  | 6   | 8  | 0  | 3  | 3  | 4  |
| 2013–14         | Pittsburgh Penguins   | NHL             | 81  | 21  | 36  | 57  | 18  | 13 | 7  | 3  | 10 | 10 |
| 2014–15         | Florida Panthers      | NHL             | 81  | 8   | 36  | 44  | 34  | —  | —  | —  | —  | —  |
| 2015–16         | Florida Panthers      | NHL             | 81  | 18  | 42  | 60  | 42  | 6  | 1  | 3  | 4  | 4  |
| 2016–17         | Florida Panthers      | NHL             | 69  | 11  | 17  | 28  | 39  | —  | —  | —  | —  | —  |
| 2017–18         | Edmonton Oilers       | NHL             | 14  | 0   | 1   | 1   | 2   | —  | —  | —  | —  | —  |
|                 | Los Angeles Kings     | NHL             | 18  | 1   | 4   | 5   | 4   | —  | —  | —  | —  | —  |
|                 | Columbus Blue Jackets | NHL             | 14  | 0   | 1   | 1   | 4   | —  | —  | —  | —  | —  |
|                 | Vancouver Canucks     | NHL             | 14  | 4   | 6   | 10  | 2   | —  | —  | —  | —  | —  |
| NHL totalt      | NHL totalt            | NHL totalt      | 951 | 191 | 372 | 563 | 377 | 54 | 17 | 15 | 32 | 20 |
| SM-liiga totalt | SM-liiga totalt       | SM-liiga totalt | 237 | 69  | 90  | 159 | 98  | 46 | 9  | 9  | 18 | 41 |

### Internationellt
U17 WHC = World U-17 Hockey Challenge
| År            | Lag           | Turnering     | Matcher | Mål | Assist | Poäng | Utv |
| ------------- | ------------- | ------------- | ------- | --- | ------ | ----- | --- |
| 2000          | Finland       | U17 WHC       | 3       | 1   | 3      | 4     | 4   |
| 2001          | Finland       | U18-VM        | 6       | 2   | 0      | 2     | 2   |
| 2002          | Finland       | JVM           | 7       | 2   | 6      | 8     | 2   |
| 2003          | Finland       | JVM           | 7       | 6   | 2      | 8     | 2   |
| 2005          | Finland       | VM            | 7       | 0   | 1      | 1     | 2   |
| 2006          | Finland       | OS            | 8       | 1   | 3      | 4     | 2   |
| 2006          | Finland       | VM            | 9       | 2   | 6      | 8     | 2   |
| 2008          | Finland       | VM            | 9       | 1   | 3      | 4     | 4   |
| 2010          | Finland       | VM            | 7       | 2   | 1      | 3     | 20  |
| 2012          | Finland       | VM            | 10      | 5   | 4      | 9     | 8   |
| 2014          | Finland       | OS            | 6       | 2   | 3      | 5     | 0   |
| 2015          | Finland       | VM            | 8       | 3   | 8      | 11    | 0   |
| Junior totalt | Junior totalt | Junior totalt | 23      | 11  | 11     | 22    | 10  |
| Senior totalt | Senior totalt | Senior totalt | 64      | 16  | 29     | 45    | 38  |